# Parathalestris irelandica
Parathalestris irelandica är en kräftdjursart som beskrevs av John Septimus Roe 1958. Parathalestris irelandica ingår i släktet Parathalestris och familjen Thalestridae. Arten är reproducerande i Sverige. Inga underarter finns listade i Catalogue of Life.